# Kusterdingen
Kusterdingen är en kommun (tyska Gemeinde) i Landkreis Tübingen i delstaten Baden-Württemberg i Tyskland. Kommunen består av ortsdelarna (tyska Ortsteile) Kusterdingen, Immenhausen, Jettenburg, Mähringen och Wankheim. Folkmängden uppgår till cirka 9 000 invånare, på en yta av 24,24 kvadratkilometer.

## Befolkningsutveckling
| Befolkningsutvecklingen i Kusterdingen 1975–2015 | Befolkningsutvecklingen i Kusterdingen 1975–2015 | Befolkningsutvecklingen i Kusterdingen 1975–2015 | Befolkningsutvecklingen i Kusterdingen 1975–2015 | Befolkningsutvecklingen i Kusterdingen 1975–2015 |
| ------------------------------------------------ | ------------------------------------------------ | ------------------------------------------------ | ------------------------------------------------ | ------------------------------------------------ |
|                                                  |                                                  |                                                  |                                                  |                                                  |
| År                                               |                                                  |                                                  | Folkmängd                                        | Areal (ha)                                       |
| 1975                                             | 1975                                             |                                                  | 6 350                                            | 2 424                                            |
| 1980                                             | 1980                                             |                                                  | 6 718                                            |                                                  |
| 1985                                             | 1985                                             |                                                  | 6 961                                            |                                                  |
| 1990                                             | 1990                                             |                                                  | 7 152                                            |                                                  |
| 1995                                             | 1995                                             |                                                  | 7 807                                            |                                                  |
| 2000                                             | 2000                                             |                                                  | 8 072                                            |                                                  |
| 2005                                             | 2005                                             |                                                  | 8 241                                            |                                                  |
| 2010                                             | 2010                                             |                                                  | 8 245                                            |                                                  |
| 2015                                             | 2015                                             |                                                  | 8 471                                            |                                                  |
|                                                  |                                                  |                                                  |                                                  |                                                  |